# Merve Daşdemir
Merve Daşdemir (Istanbul, 20 september 1987) is een Turkse zangeres en toetsenist. Ze is bekend als zangeres van de Anatolische rockband Altın Gün. In 2024 verliet ze de band en in 2025 startte ze haar solocarrière.

## Biografie
Daşdemir groeide op aan de Anatolische zijde van de Bosporus in Kadıköy.
Ze voltooide haar studie antropologie aan de Universiteit van Istanbul voordat ze haar loopbaan inruilde voor een carrière in de muziek.
In 2012 ontmoette ze Jan Derks, de bassist van Chef'Special, op Sziget. Na aanvankelijk veel heen en weer gereisd te hebben, besloot ze in 2013 definitief naar Nederland te verhuizen om bij hem in Haarlem te gaan wonen. Toen haar relatie eindigde, verhuisde ze naar Amsterdam.

### Altın Gün
In 2016 kwam ze in contact met Jasper Verhulst via Facebook, wat het startpunt werd van haar professionele muziekcarrière bij de band Altın Gün. Daşdemir was een van de twee vocalisten van Altin Gün en de enige vrouw in de zeskoppige band. Tijdens de lockdown experimenteerde Daşdemir met de Omnichord die ze van Verhulst leende, wat leidde tot inspiratie voor het nieuwe album van de band. Na een periode van acht jaar maakte ze in februari 2024 bekend dat ze de band zou verlaten. Haar laatste optreden met de band vond plaats op 23 mei 2024 in TivoliVredenburg in Utrecht.

### Solocarrière
Daşdemir begon in februari 2025 haar solocarrière met de release van haar eerste single, "Platonik", die zij samen met Chris Mclaughlin schreef. Na de tour van Altın Gün in de Verenigde Staten voltooide zij in Los Angeles de opnames van haar debuutalbum, eveneens getiteld Platonik. In maart 2025 verschijnt de tweede single, waarna het album in mei 2025 wordt uitgebracht onder haar eigen label, Alabanda Records.

## Invloeden
Ze groeide op met Turkse artiesten zoals Selda Bağcan en Aşık Veysel, die haar muziek beïnvloedden. Als tiener raakte ze ook geïnspireerd door Westerse vrouwelijke artiesten zoals Tori Amos en Kate Bush.